# Лиса Едълстийн
Лиса Едълстийн (на английски: Lisa Edelstein) е американска актриса, носителка на награда „Сателит“. Популярна е с ролята на д-р Лиса Къди в хитовия сериал „Д-р Хаус“.

## Личен живот
На 25 май 2014 г. се омъжва за художника Робърт Ръсел в Лос Анджелис.